# قنطار
القنطار في أحدث تعريف له وهو التعريف الوحيد الذي لا يزال مستخدمًا، هو وحدة كتلة تساوي 100 كيلوغرام.
القنطار quintal أو centner هو وحدة تاريخية لقياس الكتلة في العديد من البلدان، ويُعرَّف عادة على أنه 100 وحدة أساسية، مثل الرطل أو الكيلوغرام. وهو وحدة وزن تقليدية في فرنسا والبرتغال وإسبانيا ومستعمراتها السابقة. يستخدم عادة في تحديد أسعار الحبوب في أسواق الجملة في إثيوبيا والهند، حيث 1 قنطار = 100 كجم.
في اللغة الإنجليزية البريطانية، يشير إلى وزن المائة ؛ وفي اللغة الإنجليزية الأمريكية كان يشير سابقًا إلى مقياس غير شائع يبلغ 100 كيلوغرامات.
وله تسميات مشابهه للوزن في اللغات الرومانسية مثل الفرنسية والبرتغالية والرومانية والإسبانية (quintal)، والإيطالية (quintale)، وفي لغة اسبرانتو (kvintalo)، وفي البولندية (kwintal). أما اللغات التي تأخذ نظائرها من الجرمانية (centner) مثل الألمانية (Zentner)، واللتوانية (centneris)، والسويدية (centner))، والبولندية (cetnar)، والروسية والأوكرانية центнер (tsentner)، والإستونية (tsentner)، والإسبانية (centena)..
تستخدم العديد من اللغات الأوروبية لترجمة كل من الوحدات الإمبراطورية والأمريكية مائة وزن كلمة قنطار quintal أو مئوي centner.

## الاسم
نتج عن هذا المفهوم سلسلتين مختلفتين من الكتل: تلك التي تستند إلى الرطل المحلي (الذي كان يعتبر بعد القياس المتري يعادل نصف كيلوغرام)، وتلك التي جرى تحديثها لستند إلى الكيلوجرام.
في ألبانيا (kuintal) وإثيوبيا (kuntal) والهند استُخدم ليُعبر عن 100 كيلوجرام، ربما جاء هذا التعريف من خلال التجارة الإسلامية. وهو مقياس قياسي للكتلة للمنتجات الزراعية في تلك البلدان.
في فرنسا كان يُعرَّف على أنه 100 livres، أي قرابة 48.95 كجم، وجرى إعادة تعريفه ليصبح 100 كجم (mesures usuelles)، وبالتالي يسمى قنطار متري metric quintal ويُرمز له بالرمز qq. في إسبانيا، يُعرَّف الـ centena على أنه 100 libras، أو حوالي 46 كجم، ولكن تعريف القنطار المتري هو 100 كجم؛ أما القنطار في البرتغال هو فيُعرف على أنه 128 arráteis أو حوالي 58.75 كجم.
وأما الألماني Zentner والدنماركي Centner فيعتمد على الرطل، وبالتالي يُعرف على أنه 50 كجم، في حين أن يُعرف النمساوي والسويسري Zentner منذ إعادة تعريف القياس على أنه 100 كجم. وفي ألمانيا يُطلق على مقياس 100 كجم اسم Doppelzentner.
كانت الوحدات الزراعية الشائعة المستخدمة في الاتحاد السوفيتي هي 100-كيلوغرام centner (центнер) ومصطلح "centner per hectare المائة لكل هكتار ". ولا تزال تُستخدم في الدول التي كانت جزءًا من الاتحاد السوفيتي.

## الاستخدام الإنجليزي
في اللغة الإنجليزية، كان كلا المصطلحين quintal وcentner اسمين بديلين لوزن المائة وبالتالي جرى تعريفهما على أنهما 100 رطل (بالضبط 45.359237 كجم) أو 112 رطل (50.80 كجم). أيضا، في جمهورية الدومينيكان حوالي 125 رطل (56.70 كجم). وأما الـ Zentner الألماني فقد انتقل إلى اللغة الإنجليزية عبر التجارة الهانزية كمقياس لوزن بعض المحاصيل الزراعية بما في ذلك الجنجلة لإنتاج الجعة. وقد شائع استخدامه في دومينيون (صارت مقاطعة لاحقًا) في نيوفاوندلاند حتى الستينيات كمقياس لـ 112 رطل (51 كجم) من ملح سمك القد.
جرى تعريف القنطار في الولايات المتحدة عام 1866 على أنه 100 كيلوغرامات. ومع ذلك، لم يعد يُستخدم في الولايات المتحدة أو بواسطة المعهد الوطني للمعايير NIST، على الرغم من أنه لا يزال يظهر في النظام الأساسي.
في فرنسا وإيطاليا وبولندا وجمهورية التشيك وسلوفاكيا وإندونيسيا والهند، لا يزال المزارعين يستخدمونه يوميًا. في البرازيل ودول أمريكا الجنوبية الأخرى، يُستخدم باسم kintal. كما أنه يستخدم في بعض البلدان الأفريقية بما في ذلك أنغولا.

## القنطار لغة

### تعريف القنطار
حسب ابن منظور في معجمه لسان العرب القنطار هو معيار، وقيل وزن أربعين أوقية من ذهبٍ...كما نقل عن السدي قوله أنه مائة رطل من ذهب أو فضة...وعن ثعلب أن الناس اختلفوا في القنطار ما هو فقالت طائفة منهم أنه مائة أوقية من ذهب وقيل مائة أوقية من فضة...

### أصل الكلمة
دخلت كلمة قنطار إلى اللغة العربية من اللغة الآرامية واليونانية الوسطى (باليونانية: κεντηνάριον)‏ كنتيناريوم، ويعود أصلها إلى اللاتينية المتأخرة (باللاتينية: centenarium) تشنتيناريوم أي «وزن المائة رطل».

## القنطار في السنة والأثر
قال بن عطية: اختلف الناس في تحديده فروى أبي بن كعب عن النبي صلى الله عليه وسلم: «القنطار ألف ومئتا أوقية»، وبذلك قال معاذ بن جبل، وعبد الله بن عمر، وجماعة من العلماء. ومقدار القنطار عند الحنفية: 149.76 كيلوغرام ومقداره عند الجمهور: 142.8 كيلوغرام.

## القنطار المصري
القنطار هو وحدة الوزن المصرية الرسمية لقياس القطن. ويتوافق مع وزن المائة في الولايات المتحدة (بالإنجليزية: hundredweight)‏، وهو 44.928 من الكيلوجرامات ويساوي تقريبًا 99.05 رطلاً. ويعادل إما 157 كيلوغراماً من بذور القطن أو 50 كيلوغراماً من صوف القطن.

## القنطار الفرنسي
تاريخيًا تم تحديد القنطار بموجب مرسوم 13 برومير السنة التاسعة (4 نوفمبر 1800). لكن في عام 1840 أضحت وحدة عفا عليها الزمن بسبب التخلي عن الوحدات الإعتيادية لعام 1812، وهي ليست جزءًا من النظام الدولي للوحدات. ومع ذلك، لا تزال تستخدم، خاصة لقياس الغلات الزراعية. في هذه الحالة يطلق عليها القنطار المتري وتساوي مائة كيلوغرام (100 للهكتار = 10 طن).
تاريخيا، كان القنطار يساوي 100 رطل.
كان القنطار الفرنسي القديم يساوي 100 رطل قديم، أي حوالي 49,951 كيلوغرام. كان القنطار لا يزال مستخدمًا في أوائل الستينيات في ستراسبورغ (الراين الاسفل) لقياس 50 كلغ من الفحم المشترى في أكياس. في ليموزين، كان القنطار الصغير (50 كلغ) يستخدم أحيانًا حتى منتصف القرن العشرين. في المناطق الريفية.
القنطار ليس جزءًا من الوحدات القانونية الفرنسية ويحظر استخدامه كوحدة جماعية في مجالات التجارة والاقتصاد والصحة والأمن والإدارة.

## القنطار الإنجليزي
القنطار الإنجليزي ويسمى السنتال أو وزن المائة- (بالإنجليزية: hundredweight)‏ - ورمزه cwt، وتحدد وحدته بالرطل (lb). ولكن التعريف المستخدم في بريطانيا يختلف عن استخدامه في أمريكا الشمالية. ويتم التمييز بين الاثنين عن طريق السنتال الطويل والسنتال القصير:
- يُحدد السنتال الطويل على أنه 112 رطل (8 الحجر)، والذي يساوي 50.802345 كجم.[16] ويستخدم هذا التعريف في النظام الإمبريالي.
- بينما يُحدد السنتال القصير على أنه 100 رطل، والذي يساوي 45.359237 كجم.[17] ويستخدم هذا التعريف في النظام المعتاد في الولايات المتحدة. وهذا أيضًا هو السنتال المعتاد في كندا. ويسمى السنتال القصير أيضًا السنتال، لا سيما في الأماكن المعتادة على استخدام السنتال الطويل.

وبموجب هذين التعريفين، فهناك عشرون قنطارًا في الطن، أما الطن الطويل فبه 2240 رطلاً والطن القصير به 2000 رطل.
ينحدر السنتال الطويل والقصير من نظام وزن أفردوبويز الفرنسي، الذي وضع في إنجلترا في أواخر العصور الوسطى. وفي بريطانيا انتشر استخدام الوزن بـالحجارة، والتي تساوي 14 رطلاً، وأملت بريطانيا أن يكون إجمالي الرقم للسنتال بالحجارة (و100 ليست مضاعفات لـ14). ولم تكن الحجارة واحدة من وحدات الوزن في فرنسا في العصور الوسطى، ولم تكن معتادة أبدًا في المستعمرات البريطانية الأمريكية أو الولايات المتحدة الأمريكية. وفي 1824 في المملكة المتحدة، صدرت تشريعات للموازين والمقاييس جعلت من غير القانوني استخدام التجار كلمة سنتال بمعنى المائة رطل. ومن الممكن رفع دعوى على تاجر بتهمة الاحتيال لقيامه بذلك. وفي عام 1879 تم إعادة تقنين وزن المائة رطل للتجارة في المملكة المتحدة تحت اسم «السنتال»، استجابة للضغوط التشريعية من تجار المملكة المتحدة الذين كانوا يستوردون القمح والتبغ من الولايات المتحدة الأمريكية.
واشتهر استخدام السنتال القصير في الولايات المتحدة الأمريكية في بيع الماشية وبعض الحبوب والبذور الزيتية والورق وإضافات الخرسانة وبعض السلع في العقود الآجلة منذ عقود قليلة، يتم وزن السلع بالسنتال الطويل بما في ذلك الأبقار وعلفها والأسمدة والفحم وبعض المواد الكيميائية الصناعية ومواد صناعية أخرى وغيرها. على الرغم من زيادة استخدام النظام المتري في معظم البلدان الناطقة باللغة الإنجليزية، إلا أن الاستخدام أقل بكثير الآن. تستخدم دقات جرس الكنيسة الوحدة كثيرًا ومع ذلك فهناك نقلة متزايدة لمصانع أجراس الكنيسة إلى النظام المتري. وفي إنجلترا قبل حلول القرن الخامس عشر، كان السنتال وحدة مختلفة يساوي 108 رطل تقريبًا.
- 100 رطل وهو القنطار القصير لأمريكا الشمالية، وبالتالي حوالي 45,359 kg.
- أو 112 رطل وهو القنطار الطويل للنظام الإمبراطوري، لذا حوالي 50,802 kg.

## القنطار الإسباني
يعادل القنطار الإسباني 100 رطل قشتالي (101,5 رطل)، أي ما يقرب 46,04 كيلوغرام. لا يزال يستخدم في أمريكا اللاتينية والأسواق الدولية لقياس بعض المنتجات الزراعية مثل القطن.

## روابط خارجية
- قنطار في ليتري: انظر هنا.
- قنطار في قاموس الأكاديمية الفرنسية: انظر هنا.